# Myrmecia elegans
Myrmecia elegans är en myrart som först beskrevs av Clark 1943.  Myrmecia elegans ingår i släktet bulldoggsmyror, och familjen myror. Inga underarter finns listade i Catalogue of Life.